# Ana de Roque
Ana Isabel de Roque Irache (Madrid, España, 7 de agosto de 1963) es una periodista española.

## Biografía
Es licenciada en Ciencias de la información, rama de Periodismo, por la Facultad de Ciencias de la Información (Universidad Complutense de Madrid). Comenzó su labor profesional nada más terminar la carrera, en 1986, en la COPE, haciendo labores de producción y redacción, estando vinculada a la emisora durante más de veinte años, compaginándolo con su trabajo en TVE, hasta que en 2007 pasó a ser personal fijo de RTVE.
En 1989 participó en una selección de periodistas para presentar los informativos de Televisión Española. No fue seleccionada para dicho puesto, pero a los responsables del casting les llamó la atención su gran capacidad informativa, claridad y naturalidad, por lo que al año siguiente entró a formar parte del equipo de presentadores de El tiempo de Televisión Española. Empezó presentando El tiempo en el Telediario Matinal, después pasó al Telediario Fin de semana y después regresó al Telediario Matinal, para volver de nuevo al Telediario Fin de semana, de ahí pasó al Canal 24 horas y a los informativos territoriales, además de hacer sustituciones en el resto de ediciones del Telediario y en La 2 noticias cuando se realizaba la previsión que se emitía a continuación del informativo.
Actualmente sigue elaborando y presentando la información meteorológica en el Canal 24 horas y en los informativos territoriales de TVE, menos en Cataluña e Islas Baleares, además de continuar haciendo sustituciones en el equipo de El tiempo.